# Probenazol
Probenazol ist eine chemische Verbindung aus der Gruppe der Benzoisothiazole und ein Derivat des Saccharins.

## Gewinnung und Darstellung
Probenazol kann durch Reaktion von 3-Chlor-1,2-benzisothiazol-1,1-dioxid mit Allylalkohol gewonnen werden.

## Eigenschaften
Probenazol ist ein farbloser Feststoff, der schwer löslich in Wasser ist. Es ist nicht fischgiftig. Der Abbau im Boden erfolgt sehr schnell. Die Halbwertszeit liegt unter einem Tag.

## Verwendung
Probenazol wurde 1975 von Meiji Seika Kaisha und Hokko Chemical Industry (Japan) als systemisches Fungizid eingeführt. Es war das erste Fungizid, welches dadurch wirksam ist, dass es pflanzeneigene Resistenzmechanismen aktiviert. Die erworbene Resistenz wird durch Akkumulation von Salicylsäure vermittelt.
Probenazol hat eine ausgezeichnete Wirkung gegen den Reisbrandpilz und rice leaf blight. Heute wird es häufig in Verbindung mit Insektiziden eingesetzt.

## Zulassung
In Deutschland, Österreich und der Schweiz sind keine Pflanzenschutzmittel mit diesem Wirkstoff zugelassen.